# 山崎春美
山崎 春美（やまざき はるみ、1958年9月2日 - ）は、日本のロックミュージシャン、編集者、ライター。自販機本『Jam』編集者。ニュー・ウェイヴ雑誌『HEAVEN』3代目編集長。日本大学芸術学部文芸学科中退。
ステージ上で自傷する「自殺未遂ギグ」や日比谷野外音楽堂のアンダーグラウンド・ロックイベント「天国注射の昼」などを主催、前衛的なロックバンド「ガセネタ」「TACO」中心メンバーとして活動した。

## 来歴
1976年、大阪の高校生だった山崎春美は、阿木譲の『ロック・マガジン』に執筆する。
1977年、上京。園田佐登志が主宰する明治大学・現代の音楽ゼミナールで、大里俊晴や浜野純（元連続射殺魔）らと知り合い、自称「最後のハードロック」バンド「ガセネタ」を結成する。都内の学園祭や吉祥寺マイナーなどで活動し、灰野敬二、白石民夫、角谷美知夫、工藤冬里、当時は音楽活動をせず役者を目指していたECDをはじめ、多くのアンダーグラウンドなミュージシャンと交流を持つ。
1978年、日本大学芸術学部文芸学科入学。高杉弾（佐内順一郎）や隅田川乱一（美沢真之助）と日芸で知り合い、1979年より自販機本『Jam』（エルシー企画）の創刊に参加。また松岡正剛の『遊塾』（日遊塾）にも入り、『遊』増刊号を編集。
同年、山崎がリスペクトしていた阿部薫が死去。ちなみに山崎は阿部の妻である鈴木いづみとも交流があり、山崎をモデルにした『ラブ・オブ・スピード』という小説も書かれている。またガセネタに対して「このバンドの為なら何でもする」と語った音楽評論家の間章も同年に他界。
1979年3月30日、ガセネタは解散。
同年、行方不明になっていた蛭子能収を再発見。その後「天才漫画家」という触れ込みで『Jam』で再デビューさせる。
1980年、自販機本『Jam』の後継誌であるニュー・ウェイヴ雑誌『HEAVEN』（アリス出版／群雄社）の創刊に参加。高杉弾、近藤十四郎に続いて山崎が3代目編集長となる。野々村文宏を副編集長兼ライターとし、また『遊』の工作舎で知り合った、まだ医大生の香山リカをライターデビューさせ、彼女のペンネームの名付け親となる。さらに祖父江慎、細川周平、美沢真之助なども参加した。
同年、ロックバンド「TACO」を結成。吉祥寺マイナーのイベント「愛欲人民十時劇場」「剰余価値分解工場」にて、山崎を中心にイベントの主宰者であった白石民夫、そして大里俊晴、後飯塚僚、平野勝、田中トシが集い、美沢真之助、山本土壺らが介入、さらにロリータ順子（篠崎順子）が加わり、後に1st.アルバムに参加するミュージシャン達を巻きこんでいくなど、TACOは音楽的・出版的人間関係から集まった不定形の即興音楽集団だった。
同年、前述のライブのオムニバス・アルバム『愛欲人民十時劇場』がピナコテカレコードよりリリース。ちなみに特典付録はアルミ箔に包んだ人糞だった。なおこのアルバムはTACO名義でなく「山崎春美グループ」の名義で発表されている。
さらに、灰野敬二に続くピナコテカレコード第2弾としてTACOの1st.アルバムをリリースする予定だったが中止となる。この幻の「タコ/1st」は、2012年発売の『タコBOX 甘ちゃん』に収録された。
1981年、雑誌『HEAVEN』の廃刊を受け、明石賢生社長の招聘で群雄社出版に入社するが一か月で退社。
この頃より不定期で雑誌『HEAVEN』主宰のイベント「天国注射の昼」を日比谷野外音楽堂で開催。TACO、じゃがたら、町田町蔵、巻上公一、THE FOOLS、GAUZE、突然段ボール、コクシネルなど当時のアンダーグラウンドシーンで活躍するバンドが多数出演した。
1982年9月1日、「自殺未遂ギグ」と称し、ステージで手首を出刃包丁で切り、救急車で運ばれる。ちなみに会場でのドクターストップ役は、のちに精神科医となる香山リカが務めた。
1983年、坂本龍一、遠藤ミチロウ、町田町蔵、工藤冬里、上野耕路、宮沢正一、NON、川島バナナなど多彩なミュージシャンと山崎の歌詞とのコラボレーションによる1st.アルバム『タコ』 を発表。ピナコテカレコードからのリリースで、ジャケットは花輪和一と合田佐和子だった。『タコ』は自主制作盤としては破格のヒットを記録するが、アルバムに収録された「きらら」という曲の歌詞に差別的な表現が使われていたため、団体からクレームがつき自主回収・発売禁止となる。この影響でピナコテカレコードは年内解散に追い込まれた。
その後、山崎は「家業を継ぐ」と大阪に帰郷し、TACOも解散。雑誌内雑誌『HEAVEN』は香山リカ、及びデザイナー陣が以降の編集を担当した。
1984年、1983年11月法政大学学館ホール、同志社大学学館ホールでのライブを収録した2nd.アルバム『セカンド』をリリース。このライブでのメンバーは山崎、大里俊晴、佐藤薫（EP-4）、野々村文宏の4人。またジャケットは霜田恵美子だった。
同年、最後まで文章を書いていた『宝島』からも撤退し絶筆。
1986年、元INUの町田町蔵・北田昌宏と「至福団」を結成し、カセットブック『どてらいやつら』をリリース。山崎はこのカセットブックのブックレットの編集を担当した（ただし音源でも一曲だけ台詞を読んでいる）。
1987年、この頃、すべての音楽活動から引退して表舞台から完全に姿を消す。同年7月1日、山崎の公私ともにパートナーであったロリータ順子が他界。
1993年、結婚。同年にはPSFレコードより、ガセネタの1978年のライブおよびスタジオ・ライブが収録されたアルバム『SOONER OR LATER』がリリース、これがガセネタの初音源となる。
1994年、長男が誕生。同年、北村昌士のSSE COMMUNICATIONSより、TACOの2枚のアルバムがカップリングでCD『タコ大全』としてリリースされたが、町田町蔵がゲストヴォーカルを務める曲「きらら」は差別用語に自主規制音が入り、また宮沢正一や遠藤ミチロウが参加した「赤い旅団」に至っては同じく自主規制として一切の情報が記載されない等、内容の不備があり、作品自体も山崎の許可を得ずにプレスされた海賊盤であった。
1996年、太田出版発行のサブカルチャー雑誌『Quick Japan』11号で「山崎春美という伝説─“自殺未遂ギグ”の本音」と題した特集が組まれる。
2009年、山崎のガセネタからの盟友であった大里俊晴が他界。
2011年、TACOの2枚のアルバムがディスクユニオンよりリマスタリングされた紙ジャケットCDとして再発。ライナーノーツには、山崎を始め、香山リカ、佐藤薫、野々村文宏の文章が掲載されている。そして、山崎と佐藤薫の監修による10枚組CDボックスセット『ちらかしっぱなし-ガセネタ in the BOX』がリリースされた。
2012年、初期TACOにてサウンド面で大きな役割を果たした白石民夫をフィーチャーした4枚組CDボックスセット『タコBOX Vol.1 甘ちゃん』をリリース。また、山崎はTACO名義でライブを行うようになり、活動を再開。
同年、TACOのCDボックスセット発売を記念して雑誌『アックス』（青林工藝舎）89号で特集が組まれ、蛭子能収と30年ぶりに再会する。
2013年、これまで書き紡いだ原稿を自選した集大成の初著書『天國のをりものが 山崎春美著作集1976-2013』を河出書房新社より上梓。
2015年11月、後期TACOの音源を収録した4枚組CDボックスセット『タコBOX Vol.2 8ナンバー』をリリース。そして新宿ロフトにて「大里俊晴七回忌」として、遠藤ミチロウ、乾純、佐藤薫、工藤冬里、久下恵生、向島ゆり子、後飯塚僚、野々村文宏、香山リカなどかつてのメンバー・関係者が集ったライブ「SHINDACO～死んだ子の齢だけは数えておかねばならない」が開催され、36年ぶりにガセネタが再結成される。ロリータ順子のパートは当時彼女と交遊があった戸川純が歌った。
ガセネタは、新録アルバム発売直前の2018年10月23日に再解散。その後、紆余曲折を経て2025年に活動を再開した。

## TACO
TACO（タコ）は、山崎春美を中心としたオルタナティヴ・ロックバンドの総称である。山崎春美・浜野純・大里俊晴・佐藤隆史による最後のハードロック・バンド「ガセネタ」の解散（1979年3月30日）を受けて、なし崩し的に始まった。その実態は吉祥寺マイナーのイベント「愛欲人民十時劇場」「剰余価値分解工場」に集った山崎春美、白石民夫、大里俊晴らの集団に高杉弾編集の自販機雑誌『HEAVEN』の編集者・ライターである隅田川乱一（美沢真之助）、山本土壺（山本勝之）、ロリータ順子（篠崎順子）が加わり、町田町蔵、工藤冬里、坂本龍一、佐藤薫、遠藤ミチロウ、細川周平、上野耕路、篠田昌已、武邑光裕、香山リカ、川島バナナなどの多彩なミュージシャンをゲストに巻き込んでいった不定形の即興音楽集団だった。
1980年代のニュー・ウェイヴ・シーンで暗躍し、現在も無計画流動的に集散を繰り返しながら活動を継続中。

### メンバー
※不定形のバンドのため、山崎以外はどこまでが正式メンバーなのかは不明。アルバムなどにクレジットされている参加ミュージシャンを列記する。
- 山崎春美（ボーカル、作詞）
- 白石民夫（サックス）
- 大里俊晴（元ガセネタ）（ボーカル、ギター、ベース）
- 佐藤薫（EP-4）（パーカッション、ドラムス）
- 野々村文宏（ピアノ）
- 山本土壺（サックス、クラリネット）2008年死去
- ロリータ順子（篠崎順子）（ボーカル）1987年死去
- 美沢真之助（隅田川乱一）（ギター）1998年死去
- 篠田昌已（PUNGO）（サックス）1992年死去
- 菅波ゆり子（PUNGO）（ギター、サックス）
- 今井次郎（PUNGO）（ベース）
- 細川周平（ヴォイス）
- 香山リカ ※精神科医の香山リカとは別人[8]。
- 坂本龍一（作曲、ピアノ、シンセサイザー）
- 町田町蔵（ボーカル、ギター）
- 遠藤ミチロウ（ザ・スターリン）（編曲）
- 宮沢正一（ザ・ラビッツ）（ボーカル、ギター）
- 工藤冬里（マヘル・シャラル・ハシュ・バズ）（ベース、ピアノ）
- 成田宗弘（HIGH RISE）（ドラムス、ギター、ベース）
- NON（NON BAND）（コーラス）
- 上野耕路（ゲルニカ）（ピアノ）
- 川島バナナ（EP-4）（シンセサイザー）
- 石渡明廣（ドラムス）
- 後飯塚僚（ヴァイオリン）
- 田中トシ（元オッドジョン）（ヴォイス）
- 平野勝（ドラムス）
- 小西ヤス（ドラムス）
- コサカイフミオ（非常階段、INCAPACITANTS）（ギター、ベース）
- 松本順正（シンセサイザー）
- 美谷雅史（マヘル・シャラル・ハシュ・バズ）（ギター）
- 南條麻人（HIGH RISE）（ドラムス、ギター、ベース）
- 高橋朝（マヘル・シャラル・ハシュ・バズ、シェシズ）（ギター）
- 矢野博（サックス）
- 藤井海彦（ギター）2022年死去
- 森田潤（モジュラーシンセ）

### アルバム
- 『タコ』（1983年）

1983年、ピナコテカレコードより自主制作盤として発売された1stアルバム。ジャケット画は花輪和一と合田佐和子。
山崎春美（ex.ガセネタ）、大里俊晴（ex.ガセネタ）、町田町蔵（ex.INU）、遠藤ミチロウ（ザ・スターリン）、坂本龍一（YMO）、佐藤薫（EP-4）、工藤冬里（Maher Shalal Hash Baz）、篠田昌已（じゃがたら）、山本土壺（HEAVEN）、野々村文宏（HEAVEN）、細川周平、川島バナナ（EP-4）、上野耕路（ゲルニカ）、杉山晋太郎（ex.ザ・スターリン、非常階段）、宮沢正一（ザ・ラビッツ）、成田宗弘（High Rise）、武邑光裕、昭和天皇、香山リカ、栗沢いずみ、菅波ゆり子（PUNGO）、ロリータ順子（ex.だめなあたし）などが参加。収録曲のうち「宇宙人の春」のみはガセネタからの音源である。
町田町蔵がゲストヴォーカルを務める「きらら」という曲の歌詞に問題があり、団体から抗議文が寄せられたことから自主回収・発売禁止となる。2011年に公式CD化。
- 『セカンド』（1984年）

1983年11月の法政大学学館ホール、同志社大学学館ホールでのライブを収録。2011年に公式CD化。
山崎春美（Vo）、大里俊晴（Gt）、佐藤薫（Dr）、野々村文宏（P）。
- 『タコ大全』（1994年）

『タコ』『セカンド』の2in1CD。前述の通り山崎の許諾を得ていないため、海賊版CDとして扱われる。
- 『タコBOX Vol.1 甘ちゃん』（2012年）

1981年末までの初期タコにて、サウンド面で大きな役割を果たした白石民夫をフィーチャーし、4CDに収録。またピナコテカレコードから1982年にリリース予定だった幻の「タコ/1st」をdisc4に収録。全52頁の大判ブックレット付。
- 『タコBOX Vol.2 8ナンバー』（2015年）

山崎春美と佐藤薫を中心とした、1982年末以降の後期タコを4CDに収録。『セカンド』のオリジナル音源、1983年8月の日比谷野音『天国注射の昼』の音源などを収録。
オムニバス参加
- 『Live at LOFT & SHELTER」（1997年）

「42nd」（未発表ライブ音源）収録
- 『MOODOOISM』（2011年）

「人質ファンク」(『タコ』収録曲）「のろい しばり」（『セカンド』収録曲）収録
映像
- 『自殺未遂ギグ』（1982年）

1982年9月1日に山崎春美がタコの伴奏者（篠田昌已、細川周平、菅波ゆり子）と精神科医の香山リカを従えて中野PLAN-Bにて決行した自殺未遂イベントのインディーズ・ビデオ。非売品のため視聴不可能。
- 『天国注射の昼』（1984年）

1983年8月21日、9月17日に日比谷野外音楽堂で行われたイベントのオムニバス・ビデオ

## その他
- 『愛欲人民十時劇場』（1981年）

吉祥寺マイナーで行なわれたライブのオムニバス・アルバム。ピナコテカレコード発売。「山崎春美グループ」名義で1曲収録。
- 『Aura Music』（1983年）

かげろうレコード／ゼロ・レコードのオムニバス・アルバム。「山崎春美 with Fragment」名義で「歌に身を切られる」収録。
- 『どてらいやつら』（1986年）

「町田町蔵FROM至福団」名義のカセットブック。雑誌『宝島』のJICC出版局発売。山崎は冊子の編集を担当。なお、1991年にCD化されているが、冊子は付いていない。
- 『Sooner or Later』（1993年）

明治大学で1978年に行われたガセネタのライブ、スタジオライブを収録。現在廃盤。
- 『すべてはもえるなつくさのむこうで』（2009年）

元不失者である小沢靖の追悼CD。ガセネタ＋園田佐登志によるアナルキスの音源を3曲収録。
- 『タカラネタンチョトタカイネ／大里俊晴』（2011年）

5枚組BOXの1～3枚目に、1970年代後半の吉祥寺マイナー時代、1980年代のタコ時代の音源を収録。
- 『Jam』『HEAVEN』（1979年 - 1983年）は各項目を参照。

## 著書
- 『天國のをりものが 山崎春美著作集1976-2013』河出書房新社（2013年）

かつて雑誌などに発表した過去原稿を自選して年代順に並べたものが中心。書き下ろし解題3万字と自筆年譜付。装丁デザインは羽良多平吉。

## 連載
- 小説「ヒネガンズ・フェイク」 - 青林工藝舎の『アックス』
- 「マグリブ中毒者たちの告白」 - 白水社の『ふらんす』